# Pięciornik piaskowy
Pięciornik piaskowy (Potentilla incana lub P. arenaria – w przypadku rozdzielnego ujęcia tych taksonów, alternatywnie utożsamianych i wówczas z priorytetem pierwszej nazwy) – gatunek rośliny z rodziny różowatych. Występuje w Europie na zachodzie sięgając Francji, na południu Włoch i Bułgarii, na północy Danii, Szwecji i krajów bałtyckich. Poprzez Ukrainę i Rosję sięga zachodniej Azji – Kazachstanu i zachodniej Syberii. W Polsce jest rozpowszechniony z wyjątkiem pogórza i gór. 

## Morfologia

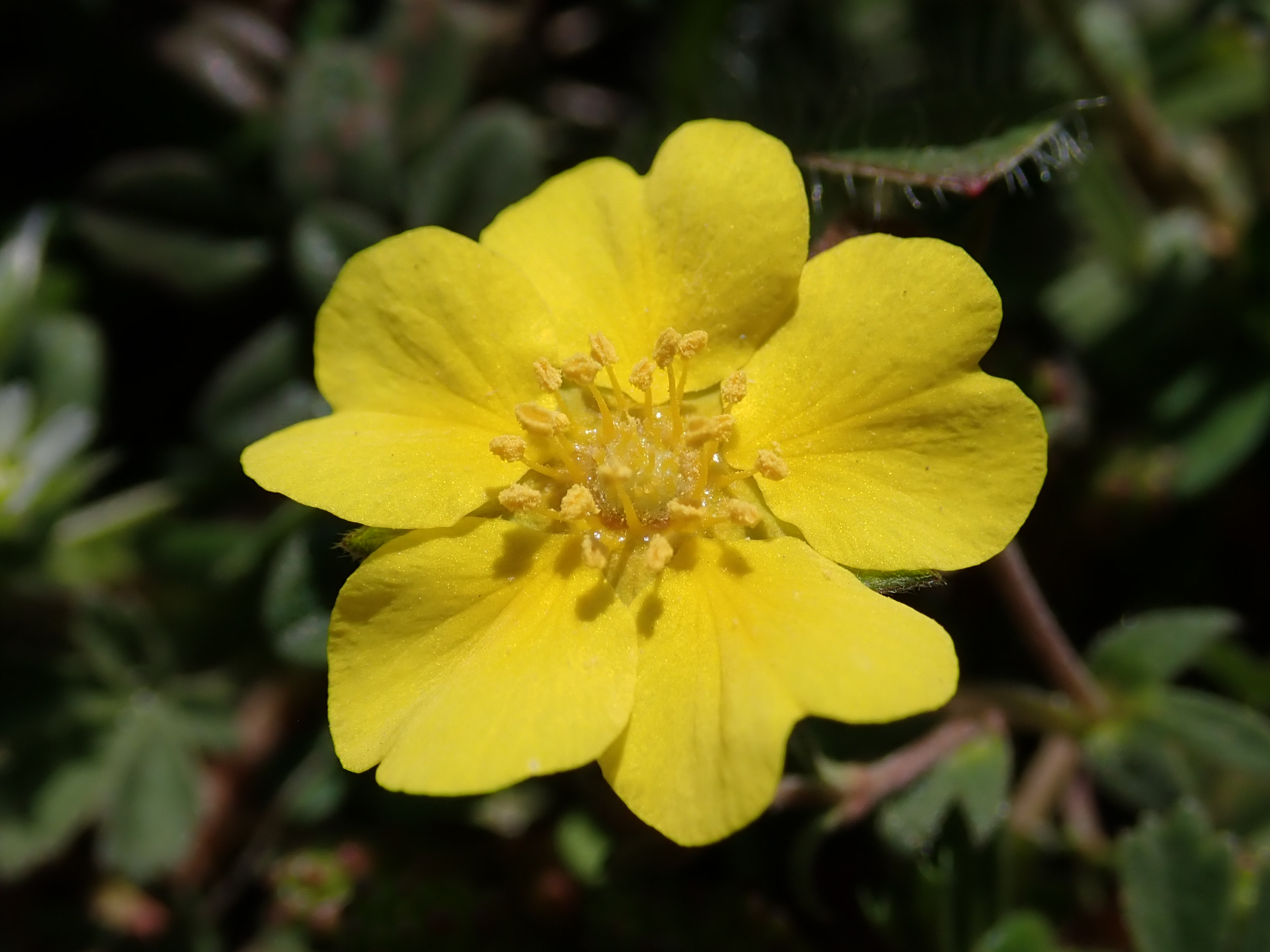
Kwiat

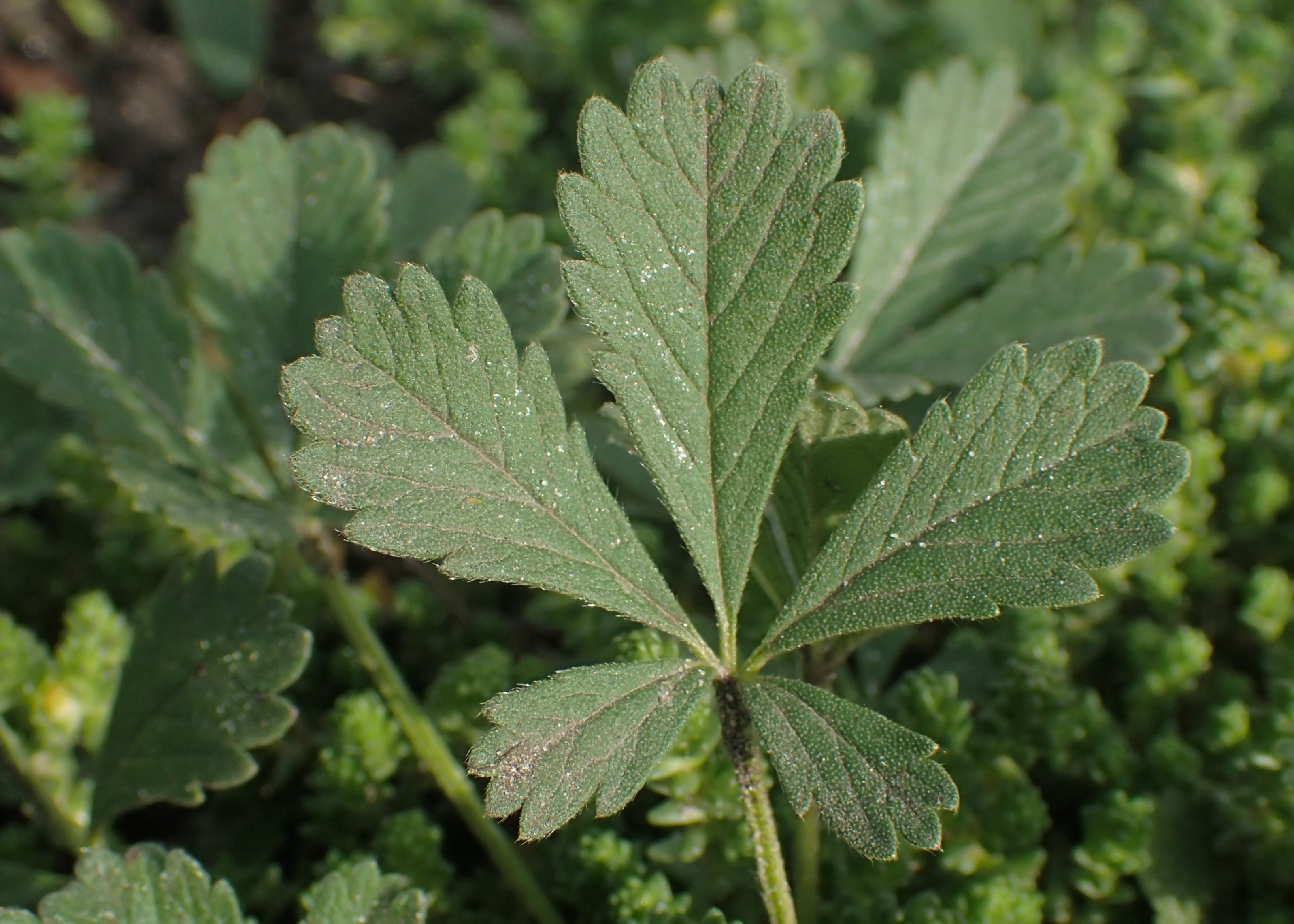
Liść

PokrójRoślina gęstokępkowa, bylina o sezonowym ulistnieniu. Nie przekracza 15 cm wysokości. Pędy bywają płożące, podnoszące się lub prosto wzniesione. Kłącze dość cienkie, silnie rozgałęzione.
LiścieObustronnie gęsto pokryte włoskami gwiazdkowatymi o 15–30 ramionach. Dolne pięciolistkowe, górne trójlistkowe.
KwiatyZłocistożółte o średnicy 1,5 cm, osadzone pojedynczo na szypułkach lub zebrane w kwiatostany, zwykle wierzchotkowe.
OwoceOrzeszki, odpadające.
Gatunki podobnePięciornik omszony P. pusilla jest także płożący i ma liście od spodu filcowato owłosione, ale włoski rozgałęzione ma tylko na spodniej stronie liści, liście od spodu i na brzegu z licznymi włoskami pojedynczymi.

## Biologia i ekologia
Bylina. Kwitnie od kwietnia do czerwca. Występuje w siedliskach suchych, trawiastych, na obrzeżach lasów. Preferuje gleby piaszczyste.

## Zastosowanie
Roślina wykorzystywana na rabatach mieszanych i w alpinariach. Walorem są ozdobne liście i kwiaty. Wymaga słonecznego stanowiska. Rozmnażanie przez wysiew nasion na początku wiosny, korzystniej przez podział roślin wczesną wiosną lub jesienią. 